# Jean-François Guérin (prêtre)
Pour les articles homonymes, voir Jean-François Guérin (homonymie) et Guérin.
Jean-François Guérin est un prêtre catholique et prélat français, né à Loches (Indre-et-Loire) le 25 juillet 1929 et mort à Blois (Loir-et-Cher) le 21 mai 2005. Il est le fondateur de la Communauté Saint-Martin. En 2024, il est mis en cause à titre posthume pour son comportement.

## Biographie
Il naît à Loches le 25 juillet 1929, fils unique d'Albert Guérin et de Camille Linard, charcutiers. Il est baptisé le 9 mars 1930 à Loches et restera pour toujours « marqué par la fierté d'être tourangeau ».
Il entre au séminaire de Versailles en 1949, effectue son service militaire en Tunisie[réf. à confirmer] puis rejoint le séminaire diocésain de Tours. Il étudie un an au séminaire français de Rome. Il est ordonné prêtre le 29 juin 1955 par Louis-Joseph Gaillard, archevêque de Tours. Il est pendant quelques années vicaire à la cathédrale de Tours, puis en septembre 1959 aumônier des lycées Descartes, Balzac et Grandmont dans cette même ville,. Jean-François Guérin organise pour les jeunes des retraites à l'abbaye Notre-Dame de Fontgombault dont il devient oblat en 1961,,.
Lors du concile Vatican II (1962-1965), il entre en conflit avec le nouvel archevêque de Tours, Louis Ferrand. Conservateur, proche du Coetus Internationalis Patrum, Guérin considère que le concile  risque d'entraîner des dérives, contre lesquelles il souhaite lutter. Il est envoyé à Paris de 1965 à 1968 pour suivre des études de licence en droit canonique à l'Institut catholique de Paris. À Paris, il est également chapelain des sœurs du Bon Secours, rue Notre-Dame-des-Champs, et il exerce les fonctions d'un chapelain à la basilique du Sacré-Cœur, sans en avoir le titre, accueilli par le recteur, Maxime Charles. Un certain nombre de jeunes étudiants parisiens et d’anciens scouts d’Europe le choisissent comme directeur spirituel. Il se lie d'amitié avec le recteur de la Basilique et la prieure des sœurs du Bon Secours. Tandis qu'il « multiplie les prédications et directions de pèlerinages dans le cadre de son ministère à Paris », plusieurs de ses jeunes étudiants entrent par la suite dans des monastères, tant masculins que féminins,. En 1968, Il devient délégué général de l’Œuvre d'Orient jusqu'en 1975,,.
Jugé alors « trop traditionnel », Jean-François Guérin trouve de l'aide auprès de Jean Roy, abbé de l'abbaye Notre-Dame de Fontgombault, dans le diocèse de Bourges. Jean Roy le met en relation, en février 1976, avec le cardinal Giuseppe Siri, . Celui-ci, de tendance conservatrice, accueille l’abbé Guérin et ses étudiants le 1er novembre 1976, à Gênes, dans le quartier de Voltri, et met à leur disposition le vieux couvent San Francesco : c'est la fondation de la Communauté Saint-Martin,,.
En 1979, Giuseppe Siri érige la Communauté Saint Martin en pia unio de droit diocésain .
Le 11 novembre 1983, le cardinal Siri nomme l'abbé Guérin chanoine de la basilique Santa Maria Immacolata de Gênes. En mai 1987, il le nomme chanoine d'honneur de la cathédrale Saint-Laurent de Gênes.
Membre de l'Opus sacerdotale, destinée à éviter de possibles dérives de l'esprit réformateur du concile, l'abbé Guérin promeut, pour sa communauté, « une interprétation conservatrice du concile Vatican II, sans être strictement traditionaliste ». Il partage certaines critiques de Marcel Lefebvre, mais ne participe pas au schisme de 1988. Selon Jean-François Guérin on « ne peut pas désobéir au pape, pour quelque raison que ce soit ».
Il participe également à l'Office international des œuvres de formations civiques et d’action doctrinale selon le droit naturel et chrétien, « association créée par l’intellectuel maurrassien Jean Ousset, favorable au régime de Vichy puis proche des défenseurs de l’Algérie française », et qui rassemble des royalistes, conservateurs, ainsi que des traditionalistes.
En 1993, alors que certains évêques français ont déjà confié des ministères à la Communauté, l'abbé Guérin rentre en France : l'évêque de Blois Jean Cuminal invite la Communauté Saint-Martin à installer sa Maison-mère et sa Maison de formation à Candé-sur-Beuvron (qui déménage en 2014 vers l'abbaye Notre-Dame d'Évron, en Mayenne).
L'abbé Guérin assure la charge de modérateur général de la communauté. Il y exerce à la fois la responsabilité de la formation des séminaristes  et le suivi spirituel, y compris la confession de ces derniers. En 2021, Paul Préaux, responsable de la Communauté Saint-Martin depuis 2010, mentionne au contraire la nécessité de bien séparer ces deux charges interne et externe,.
Il démissionne en 2004 pour des raisons de santé. Le Cardinal Castrillón Hoyos, préfet de la Congrégation pour le clergé, salue « la patience avec laquelle il a accepté de se voir diminuer et de passer les rênes à d'autres mains ».
Il meurt le 21 mai 2005,. Antoine Forgeot, père abbé de l'abbaye Notre-Dame de Fontgombault, célèbre la fermeture du cercueil. La messe des funérailles se tient en la cathédrale Saint-Louis de Blois, la cérémonie est présidée par l'évêque de Blois Maurice de Germiny,. Une lettre de Leonardo Sandri transmet les condoléances du pape Benoît XVI aux fidèles assistant à la célébration. À sa mort, la communauté fondée par lui compte plus de 60 prêtres et diacres .
Guérin passe pour un fondateur qui « n’était ni grand intellectuel, ni grand théologien » et qui « semble avoir été bien moins idéalisé que dans d’autres communautés des années 1970 », selon La Croix.
À la suite d'une enquête menée entre juillet 2022 et janvier 2023 par l'évêque de Mende Benoît Bertrand, la Congrégation pour le Clergé demande, en 2024, à la Communauté Saint-Martin de faire un travail de relecture historique concernant la période de fondation et son fondateur. En effet, il est reproché par plusieurs anciens membres de la communauté « un climat abusif dans l’exercice de l’autorité et l’accompagnement spirituel. Certaines personnes, majeures à l’époque des faits, évoquent aussi des gestes pouvant relever de délits à caractère sexuel (baisers forcés) »,,,,.

## Citations
- « Aucune de nos attaches les plus chères à Dieu, au Christ, à l'Eucharistie, à l'Évangile, à Marie, à la Tradition, ne peut justifier une mise volontaire hors de l'Église ».
- « Tout le mystère de Dieu est dans le mystère du Christ et tout le mystère du Christ est dans le mystère de l'Eucharistie ».
- « Être à sa place, toute sa place, rien que sa place »[28].

## Pour approfondir